# ゼロへの調和
『ゼロへの調和』（ゼロへのちょうわ）は、日本のロックバンド・アンダーグラフが2005年6月15日にフォーライフミュージックエンタテイメントから発売した1枚目のオリジナルアルバムである。

## 内容
- 収録曲の多くはインディーズ時代に既に発表されていたものや、ライブでお披露目になった新曲である。
- メジャー2ndシングル「君の声」のB面「アカルキミライ」は本作に未収録となっている。
- 通常盤(CD)・初回限定盤(CD+DVD)の2形態で発売。ジャケットはまったく同じ。初回版のDVDには1stシングル「ツバサ」・2ndシングル「君の声」のPVとメイキング映像が収録されている。

## 収録曲
| 全作曲: 真戸原直人、全編曲: 島田昌典、アンダーグラフ。 |                          |            |            |
| #                                                      | タイトル                 | 作詞       | 作曲・編曲 |
| 1.                                                     | 「0 (Instrumental)」     |            | 真戸原直人 |
| 2.                                                     | 「パーソナルワールド」   | 真戸原直人 | 真戸原直人 |
| 3.                                                     | 「ツバサ」               | 真戸原直人 | 真戸原直人 |
| 4.                                                     | 「アンブレラ」           | 真戸原直人 | 真戸原直人 |
| 5.                                                     | 「白い雨」               | 真戸原直人 | 真戸原直人 |
| 6.                                                     | 「ヌケガラカラダ」       | 真戸原直人 | 真戸原直人 |
| 7.                                                     | 「hana-bira」            | 真戸原直人 | 真戸原直人 |
| 8.                                                     | 「シュノーケル」         | 真戸原直人 | 真戸原直人 |
| 9.                                                     | 「忘却の末、海へ還る。」 | 真戸原直人 | 真戸原直人 |
| 10.                                                    | 「四季 (Album Version)」 | 真戸原直人 | 真戸原直人 |
| 11.                                                    | 「君の声」               | 真戸原直人 | 真戸原直人 |
| 12.                                                    | 「ハロー ハロー」        | 真戸原直人 | 真戸原直人 |

### 解説
1. 0 (Instrumental)
インストゥルメンタル。
2. パーソナルワールド
3. ツバサ
メジャー1stシングルの表題曲。
4. アンブレラ
5. 白い雨
6. ヌケガラカラダ
7. hana-bira
インディーズ1stシングルの表題曲。
8. シュノーケル
9. 忘却の末、海へ還る。
10. 四季 (Album Version)
メジャー1stシングルのカップリング曲のアルバムバージョン。
11. 君の声
メジャー2ndシングルの表題曲。
12. ハローハロー

## 参加ミュージシャン
アンダーグラフ
- 真戸原直人：Vocal & Guitar
- 阿佐亮介：Guitar & Chorus
- 中原一真：Bass & Chorus
- 谷口奈穂子：Drums & Percussion & Chorus

サポートミュージシャン
- 島田昌典：All Keyboards & Programming